# Monestir Shaolin
El monestir Shaolin o temple Shaolin (Xinès simplificat: 少林寺, Xinès tradicional: 少林寺, pinyin: Shàolín Sì) és un temple budista zen xinès situat al mont Song, prop de la ciutat de Zhengzhou, a la província de Henan a Dengfeng. Fundat al segle v, el monestir és famós en el món occidental per la seva associació amb les arts marcials xineses i en particular amb el kung-fu shaolin.

## Etimologia

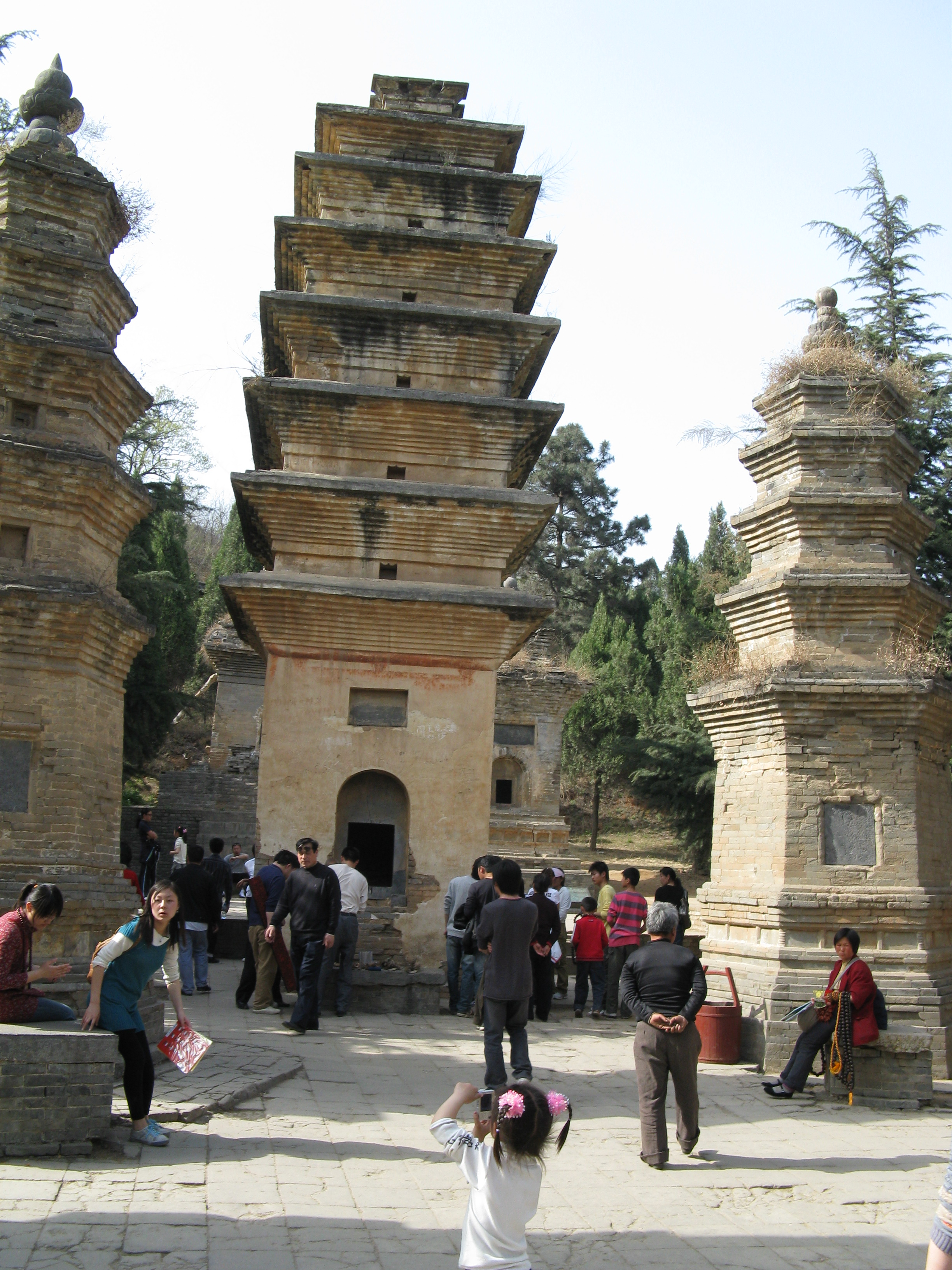
La pagoda localitzada a uns 300 metres a l'oest del monestir

Shào (少) en Shaolin fa referència al mont Shaoshi, una muntanya a la serra del mont Song, i lín (林) significa 'bosc'. Amb sì (寺), el nom significa literalment 'monestir/temple als boscos del mont Shaoshi. D'altres, com el darrer mestre Chang Dsu Yao, tradueixen Shaolin com a 'bosc novell' o de vegades com a 'bosquet'.

## Història primerenca
El primer abat del monestir fou Batuo, també anomenat Fotuo o Bhadra (traducció xinesa per al Buda), un mestre de dhyana indi que va anar a la Xina des de l'Índia l'any 464 per difondre els ensenyaments budistes.
Kangxi, el segon emperador de la dinastia Qing, era un benefactor del temple Shaolin a Henan i feu escriure les inscripcions cal·ligràfiques que, fins avui dia, estan penjades a la sala del Rei Celestial i a la sala de Buda.

## Destrucció

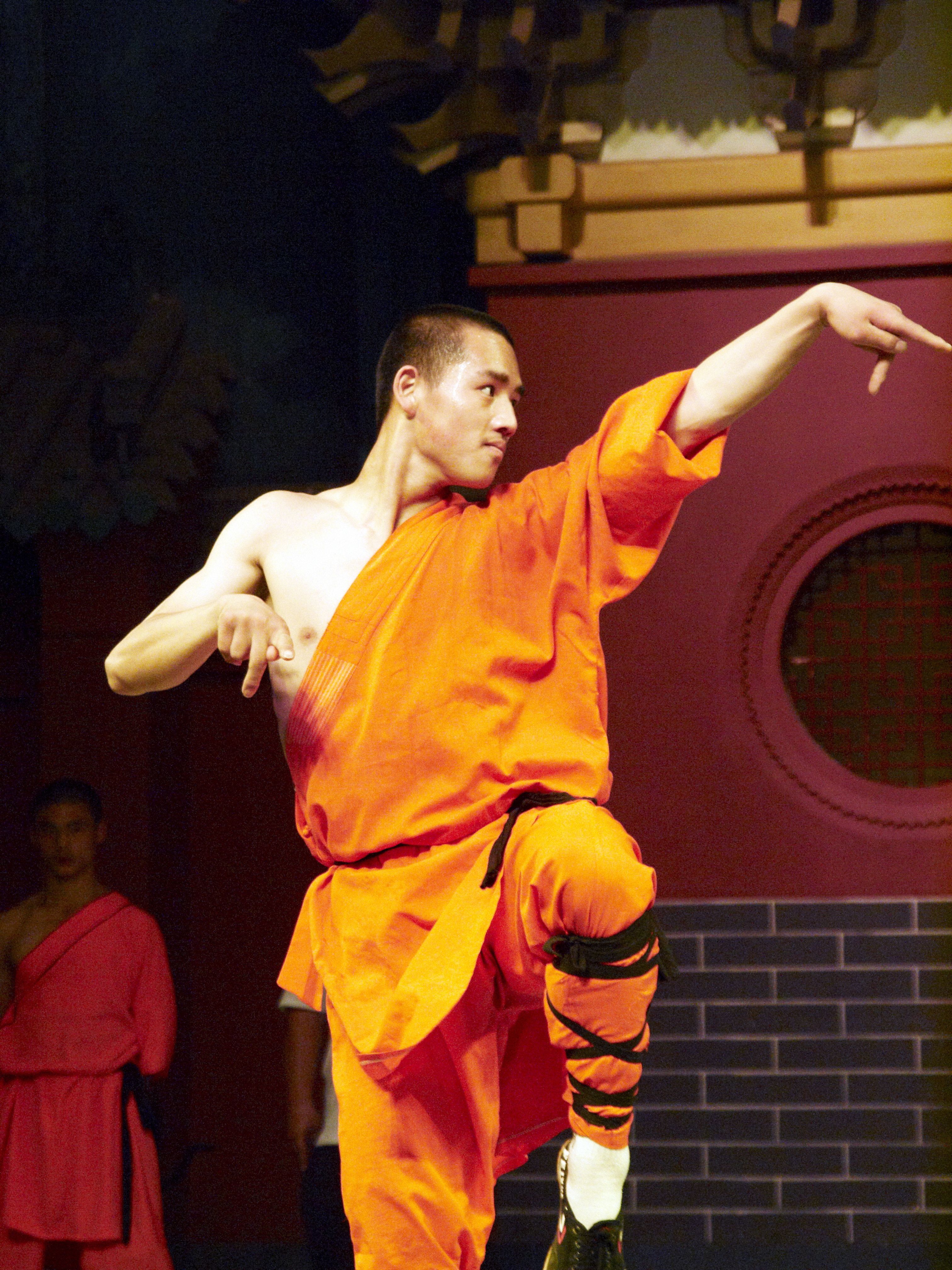
Un estudiant shaolin fent moviments de kung fu

El monestir fou destruït i reconstruït molts cops. El 1641, les tropes contràries als Ming del rebel Li Zicheng el saquejaren a causa del suport dels monjos als Ming i la possible amenaça que suposaven per als rebels.
Potser la història més coneguda de la destrucció del temple és que va ser destruït pel govern Qing per suposades activitats subversives. D'altres diuen que va succeir el 1647 durant el regnat de l'emperador Shunzhi, el 1674 en el regnat de l'emperador Kangxi, o el 1732 sota l'emperador Yongzheng. Aquesta destrucció també se suposa que contribuí a la difusió de les arts marcials Shaolin a través de la Xina per cinc monjos fugitius Ng Mui, Jee Sin Sim See, Fung Doe Duk, Miu Hin i Bak Mei. Alguns relats sostenen que un suposat temple al sud del temple Shaolin va ser destruït en lloc, o a més, del temple de Henan: Ju Ke, durant la dinastia Qing bai lei chao (1917), situa aquest temple en la província de Fujian. Aquest relat fa constar que els estats lleials Ming s'infiltraren al temple del sud per difondre la ideologia anti-Qing i que el mateix emperador Qing es van infiltrar al temple del sud per aprendre kung fu. Es diu que lames tibetans ajudaren l'exèrcit de l'emperador Yongzheng per tal d'arrasar el temple amb una arma mortal de vol, coneguda com a Huit Tik Tze o una guillotina voladora. Aquestes històries apareixen amb freqüència en la història de les arts marcials, la ficció i el cinema. Si bé aquesta anècdota és comuna entre els artistes marcials, i sovint serveixen com a origen d'històries de diversos estils d'arts marcials, la seva precisió és qüestionable. Aquestes històries són sovint inconsistents d'acord amb el coneixement de les societats secretes del segle xix i la literatura popular, i també semblen inspirar-se en el folklore i narracions populars de Fujian. L'atenció acadèmica a aquestes històries es refereix principalment al seu paper folklòric o com a pistes sobre la història de les societats secretes o possibles temples temples Shaolin al sud.

## Història recent

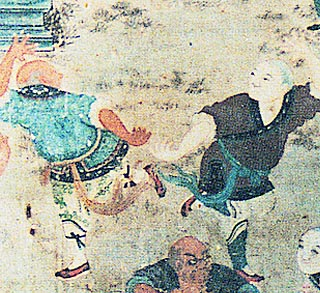
Pintura en un mur del temple

Hi ha proves que les tècniques d'arts marcials Shaolin s'exporten al Japó en els segles XVIII i xix. El karate shōrin-ryū de l'illa d'Okinawa (小林流), per exemple, té un nom que significa 'petit [Shao] lin'. Se'n poden trobar més similituds comparant antics manuals d'arts marcials japonesos i xinesos.
El 1928, la senyor de la guerra Shi Yousan va calar foc al monestir; l'incendi va durar més de 40 dies, i destruí el 90% dels edificis, incloent-hi molts manuscrits de la biblioteca del temple.
La Revolució Cultural endegada el 1966 actuà sobre els ordes religiosos, entre aquests, el monestir Shaolin. Els cinc monjos que eren presents al monestir quan arribà la guàrdia roja foren encadenats i foren obligats a dur pancartes declarant els delictes imputats contra ells. Els monjos van ser empresonats després de ser assotats públicament i desfilant pel carrer mentre les persones llançaven escombraries sobre ells. El govern retirà les referències budistes dels murs del monestir. Grups d'arts marcials de tot el món han fet donacions per a la conservació i restabliment del temple. A principis del segle xxi, hi ha pedres gravades prop de l'entrada del temple. Dues cambres de bany de luxe es van afegir al temple per a ús dels monjos i els turistes, amb un cost estimat de tres milions de iuans.

## Sant patró
El professor de la Universitat de Tel-Aviv Meir Shahar fa constar que el Bodhisattva Vajrapani és el sant patró del monestir Shaolin. Una història curta que apareix en l'Antologia Tang de Zhang Zhuo (660-741) explica com la deïtat havia estat venerada al monestir almenys des del segle viii. És una història anecdòtica de com el monjo shaolin Sengchou (480-560) adquirí una força sobrenatural i habilitats de lluita pregant a Vajrapani i fou alimentat per força amb carn crua. L'abat shaolin Zuduan (1115-1167) va erigir una estela en el seu honor durant la dinastia Song. Diu així:
| « | Segons l'escriptura [Lotus del Sutra], aquesta divinitat (Narayana) és una manifestació d'Avalokitesvara (Guanyin). Si una persona compassiva nodreix tots els éssers vius fa servir l'encant d'aquesta [deïtat], que augmentarà el seu cos amb força (zengzhang Li Shen). Compleix amb tots els vots, el més eficaç... Per tant, els que estudien la mà Narayana de simbolisme (mudra), els que busquen la seva paraula (mantra), i els que busquen la seva imatge són nombrosos. Així, hem aixecat aquesta estela per difondre aquesta transmissió. | » |